# Аббади, Анри
Анри Аббади (фр. Henri Abbadie, при рождении Хенри Хеан Аугусте Абабди (кат. Henri Jean Auguste Ababdie; 1885, Портбоу — 19 марта 1943, Марсельян) — деятель французского движения Сопротивления.

## Биография
В молодости был членом Революционного левого течения Французской секции Рабочего интернационала, а затем Социалистической партии рабочих и крестьян. С 1935 по 1940 годы состоял в муниципальном совете Перпиньяна, с 1935 по 1937 годы — в главном совете Сен-Лоран-де-ла-Саланке. Состоял в масонской ложе «Прогресс и братство» (Великая ложа Франции).
Был инициатором движения Сопротивления (сети «Комба») в Перпиньяне. 14 июля 1942 арестован после одной из демонстраций, сослан в Нексон (Верхняя Вьенна), а затем в концлагерь Гюрс (Нижние Пиренеи). Умер в 1943 году в Марсельяне.